# Chris Smalling
Chris Smalling, all'anagrafe Christopher Lloyd Smalling (Londra, 22 novembre 1989), è un calciatore inglese, difensore dell'Al-Fayha.

## Biografia
Nato nel borgo londinese di Greenwich, ha origini giamaicane. Nel giugno 2017 si è sposato vicino al Lago di Como con la modella Sam Cooke.

## Caratteristiche tecniche
È un difensore centrale, molto forte fisicamente, alto, veloce, abile in marcatura e sulle palle inattive. Si distingue anche per la lettura delle trame offensive degli avversari e per il gioco posizionale.

## Carriera

### Club

#### Gli inizi
Cresciuto nelle giovanili del Millwall, nel 2006 inizia la sua carriera da professionista nel Maidstone Utd, con cui disputa 16 partite in due stagioni, segnando anche un gol.

#### Fulham
Il 30 aprile 2008 firma un contratto di due anni con il Middlesbrough, ma dopo un solo mese l'accordo viene annullato. Nel giugno del 2008 viene acquistato dal Fulham. Nell'ultima giornata di campionato disputa la sua prima partita in Premier League, nella sconfitta per 0-2 contro l'Everton, subentrando ad Aaron Hughes nella ripresa. Il 17 settembre 2009 fa il suo esordio in Europa League, nel pareggio per 1-1 sul campo del CSKA Sofia. Al termine dell'annata conta 12 presenze in campionato, 2 nelle coppe nazionali e 4 in Europa League.

#### Manchester Utd

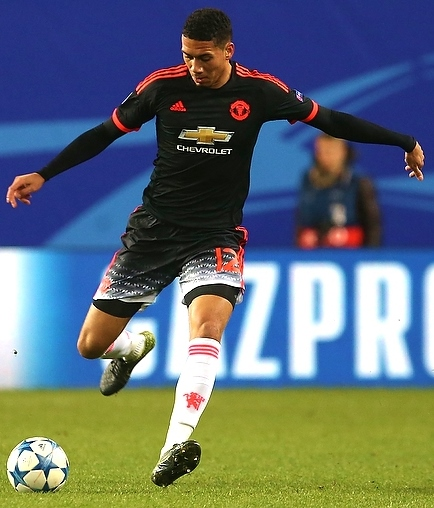
Smalling con la maglia del Manchester United nel 2015

Il 27 gennaio 2010 viene acquistato per 8 milioni di euro dal Manchester Utd, che però lo lascia in prestito al Fulham fino al termine della stagione. L'8 agosto 2010 fa il suo esordio con la maglia dei Red Devils, nella vittoria per 3-1 contro il Chelsea nel Community Shield. Chiude la stagione con 33 presenze tra campionato e coppe, segnando anche un gol. Al termine della stagione, conquista il suo primo titolo di campione d'Inghilterra.
Inizia la stagione 2013-2014 con la conquista del Community Shield, grazie alla vittoria per 2-0 ai danni del Wigan. Il 27 novembre 2013 segna la sua prima rete in Champions League, nella vittoria per 5-0 sul campo del Bayer Leverkusen. Il 1º dicembre raggiunge quota 100 presenze con la maglia mancuniana, nel pareggio per 2-2 contro il Tottenham.

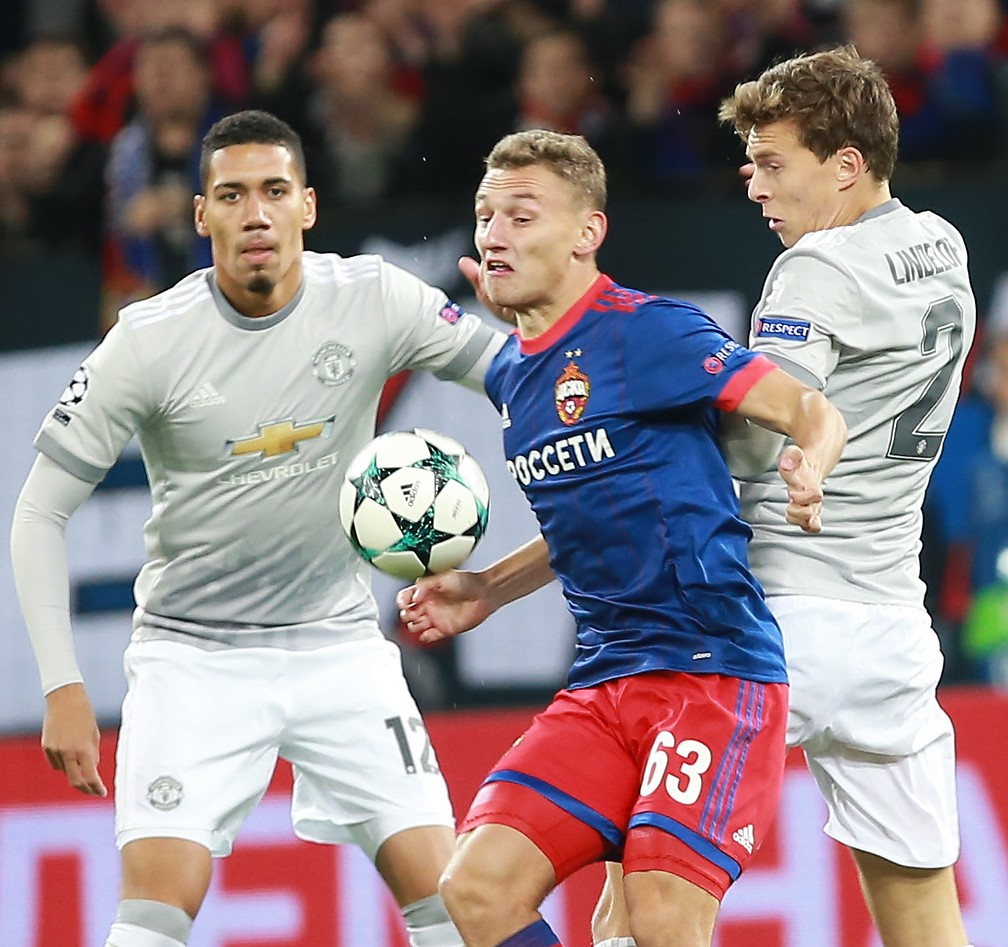
Da sinistra: Smalling in azione coi Red Devils nel 2017, alle prese con l'avversario Fyodor Chalov e il compagno di squadra Victor Lindelöf

Nella stagione 2014-2015 viene impiegato come difensore centrale nella difesa a tre di Louis van Gaal. Il 2 novembre rimedia un cartellino rosso nel derby perso contro il Manchester City (0-1) all'Etihad Stadium. L'11 febbraio 2015 realizza la sua prima doppietta in carriera, nella vittoria per 3-1 contro il Burnley ad Old Trafford.
Nella stagione 2016-2017, sotto la guida di Mourinho, il giocatore si fregia, oltre che della sua prima coppa di lega, anche del suo primo trofeo internazionale, l'Europa League, servendo l'assist a Mxit'aryan per il definitivo 2-0 in finale contro l'Ajax.

#### Roma
Il 30 agosto 2019 si trasferisce in prestito oneroso alla Roma in cambio di 3 milioni di euro. Esordisce in giallorosso e in Serie A il 25 settembre seguente, in casa contro l'Atalanta. Da quel momento diviene un punto fermo della Roma, e il 24 ottobre seguente debutta in giallorosso in Europa League, nella gara casalinga contro il Borussia M'gladbach. Il 30 ottobre 2019, Smalling mette a segno la sua prima rete in giallorosso in Serie A, contro l'Udinese. Tale marcatura lo rende peraltro il primo giocatore inglese ad andare a segno con la maglia della Roma. Conclude la stagione da perno difensivo dei capitolini.
Dopo il suo rientro, nel mese di agosto, a Manchester, il 5 ottobre 2020 viene ufficializzato il ritorno dell'inglese a Roma, questa volta a titolo definitivo, a fronte di un corrispettivo fisso di 15 milioni di euro. La sua seconda annata in giallorosso risulta tuttavia condizionata dal susseguirsi di diversi guai fisici, che ne pregiudicano la continuità di prestazioni.
Il 16 settembre 2021, al suo terzo anno nella capitale, Smalling debutta in UEFA Europa Conference League in occasione della gara casalinga contro il CSKA Sofia (5-1). Il 30 settembre seguente realizza il suo primo centro nella detta competizione, a danno dello Zorja (0-3). Il 25 maggio 2022 si fregia della conquista della Conference League, disputando da titolare la finale contro il Feyenoord (1-0), venendo peraltro eletto miglior giocatore del match al termine della stessa.
Il 30 agosto 2022, in occasione della sfida di campionato vinta contro il Monza (3-0), l'inglese timbra la sua centesima presenza in assoluto con la Magica. Al termine della stagione 2022-2023, Smalling rinnova il proprio contratto con la società giallorossa fino al 2025. La stagione seguente una fastidiosa tendinite lo tiene fuori per diversi mesi. Conclude la sua avventura in giallorosso con 155 presenze e 10 gol.

#### Al-Fayha
Il 2 settembre 2024, nell'ultimo giorno di calciomercato in Arabia Saudita, viene acquistato a titolo definitivo dall'Al-Fayha, squadra di Saudi Pro League, con cui sottoscrive un accordo valido fino al 30 giugno 2026.

### Nazionale
Il 2 settembre 2011 debutta in nazionale maggiore, nella vittoria per 3-0 sulla Bulgaria. Viene convocato per i Mondiali 2014 e per gli Europei 2016, in quest'ultima competizione decide, il 2 giugno 2016, la gara con il Portogallo segnando per la prima volta in nazionale. Disputa la sua ultima partita in nazionale il 10 giugno 2017 contro la Scozia.

## Statistiche

### Presenze e reti nei club
Statistiche aggiornate al 2 maggio 2025.
| Stagione              | Squadra               | Campionato            | Campionato | Campionato | Coppe nazionali | Coppe nazionali | Coppe nazionali | Coppe continentali | Coppe continentali | Coppe continentali | Altre coppe | Altre coppe | Altre coppe | Totale | Totale |
| Stagione              | Squadra               | Comp                  | Pres       | Reti       | Comp            | Pres            | Reti            | Comp               | Pres               | Reti               | Comp        | Pres        | Reti        | Pres   | Reti   |
| --------------------- | --------------------- | --------------------- | ---------- | ---------- | --------------- | --------------- | --------------- | ------------------ | ------------------ | ------------------ | ----------- | ----------- | ----------- | ------ | ------ |
| 2006-2007             | Maidstone Utd         | IL                    | 0          | 0          | FACup+CdL       | 0               | 0               | -                  | -                  | -                  | KSC         | 1           | 0           | 1      | 0      |
| 2007-2008             | Maidstone Utd         | IL                    | 12         | 1          | FACup+CdL       | 0               | 0               | -                  | -                  | -                  | FLT+IL      | 2+1         | 0           | 15     | 1      |
| Totale Maidstone Utd  | Totale Maidstone Utd  | Totale Maidstone Utd  | 12         | 1          |                 | -               | -               |                    |                    |                    |             | 4           | 0           | 16     | 1      |
| 2008-2009             | Fulham                | PL                    | 1          | 0          | FACup+CdL       | 0               | 0               | -                  | -                  | -                  | -           | -           | -           | 1      | 0      |
| 2009-2010             | Fulham                | PL                    | 12         | 0          | FACup+CdL       | 1+1             | 0               | UEL                | 4                  | 0                  | -           | -           | -           | 18     | 0      |
| Totale Fulham         | Totale Fulham         | Totale Fulham         | 13         | 0          |                 | 2               | 0               |                    | 4                  | 0                  |             |             |             | 19     | 0      |
| 2010-2011             | Manchester Utd        | PL                    | 16         | 0          | FACup+CdL       | 4+3             | 0+1             | UCL                | 9                  | 0                  | CS          | 1           | 0           | 33     | 1      |
| 2011-2012             | Manchester Utd        | PL                    | 19         | 1          | FACup+CdL       | 2+1             | 0               | UCL+UEL            | 4+3                | 0                  | CS          | 1           | 1           | 30     | 2      |
| 2012-2013             | Manchester Utd        | PL                    | 15         | 0          | FACup+CdL       | 5+0             | 0               | UCL                | 2                  | 0                  | -           | -           | -           | 22     | 0      |
| 2013-2014             | Manchester Utd        | PL                    | 25         | 1          | FACup+CdL       | 1+4             | 0               | UCL                | 7                  | 1                  | CS          | 1           | 0           | 38     | 2      |
| 2014-2015             | Manchester Utd        | PL                    | 25         | 4          | FACup+CdL       | 4+0             | 0               | -                  | -                  | -                  | -           | -           | -           | 29     | 4      |
| 2015-2016             | Manchester Utd        | PL                    | 35         | 0          | FACup+CdL       | 7+2             | 1+0             | UCL+UEL            | 8+3                | 1+0                | -           | -           | -           | 55     | 2      |
| 2016-2017             | Manchester Utd        | PL                    | 18         | 1          | FACup+CdL       | 4+4             | 1+0             | UEL                | 10                 | 0                  | CS          | 0           | 0           | 36     | 2      |
| 2017-2018             | Manchester Utd        | PL                    | 29         | 4          | FACup+CdL       | 5+3             | 0               | UCL                | 8                  | 0                  | SU          | 1           | 0           | 46     | 4      |
| 2018-2019             | Manchester Utd        | PL                    | 24         | 1          | FACup+CdL       | 2+0             | 0               | UCL                | 8                  | 0                  | -           | -           | -           | 34     | 1      |
| Totale Manchester Utd | Totale Manchester Utd | Totale Manchester Utd | 206        | 12         |                 | 51              | 3               |                    | 62                 | 2                  |             | 4           | 1           | 323    | 18     |
| 2019-2020             | Roma                  | A                     | 30         | 3          | CI              | 2               | 0               | UEL                | 5                  | 0                  | -           | -           | -           | 37     | 3      |
| 2020-2021             | Roma                  | A                     | 16         | 0          | CI              | 0               | 0               | UEL                | 5                  | 0                  | -           | -           | -           | 21     | 0      |
| 2021-2022             | Roma                  | A                     | 27         | 3          | CI              | 1               | 0               | UECL               | 10                 | 1                  | -           | -           | -           | 38     | 4      |
| 2022-2023             | Roma                  | A                     | 32         | 3          | CI              | 1               | 0               | UEL                | 14                 | 0                  | -           | -           | -           | 47     | 3      |
| 2023-2024             | Roma                  | A                     | 8          | 0          | CI              | -               | -               | UEL                | 4                  | 0                  | -           | -           | -           | 12     | 0      |
| ago.-sett. 2024       | Roma                  | A                     | 0          | 0          | CI              | -               | -               | UEL                | -                  | -                  | -           | -           | -           | 0      | 0      |
| Totale Roma           | Totale Roma           | Totale Roma           | 113        | 9          |                 | 4               | 0               |                    | 38                 | 1                  |             | -           | -           | 155    | 10     |
| 2024-2025             | Al-Fayha              | SPL                   | 27         | 1          | KC              | 2               | 0               | -                  | -                  | -                  | -           | -           | -           | 29     | 1      |
| Totale carriera       | Totale carriera       | Totale carriera       | 371        | 23         |                 | 59              | 3               |                    | 104                | 3                  |             | 8           | 1           | 542    | 30     |

### Cronologia presenze e reti in nazionale
| Cronologia completa delle presenze e delle reti in nazionale ― Inghilterra | Cronologia completa delle presenze e delle reti in nazionale ― Inghilterra | Cronologia completa delle presenze e delle reti in nazionale ― Inghilterra | Cronologia completa delle presenze e delle reti in nazionale ― Inghilterra | Cronologia completa delle presenze e delle reti in nazionale ― Inghilterra | Cronologia completa delle presenze e delle reti in nazionale ― Inghilterra | Cronologia completa delle presenze e delle reti in nazionale ― Inghilterra | Cronologia completa delle presenze e delle reti in nazionale ― Inghilterra |
| Data                                                                       | Città                                                                      | In casa                                                                    | Risultato                                                                  | Ospiti                                                                     | Competizione                                                               | Reti                                                                       | Note                                                                       |
| -------------------------------------------------------------------------- | -------------------------------------------------------------------------- | -------------------------------------------------------------------------- | -------------------------------------------------------------------------- | -------------------------------------------------------------------------- | -------------------------------------------------------------------------- | -------------------------------------------------------------------------- | -------------------------------------------------------------------------- |
| 2-9-2011                                                                   | Sofia                                                                      | Bulgaria                                                                   | 0 – 3                                                                      | Inghilterra                                                                | Qual. Euro 2012                                                            | -                                                                          |                                                                            |
| 6-9-2011                                                                   | Londra                                                                     | Inghilterra                                                                | 1 – 0                                                                      | Galles                                                                     | Qual. Euro 2012                                                            | -                                                                          |                                                                            |
| 29-2-2012                                                                  | Londra                                                                     | Inghilterra                                                                | 2 – 3                                                                      | Paesi Bassi                                                                | Amichevole                                                                 | -                                                                          | 64’                                                                        |
| 6-2-2013                                                                   | Londra                                                                     | Inghilterra                                                                | 2 – 1                                                                      | Brasile                                                                    | Amichevole                                                                 | -                                                                          |                                                                            |
| 22-3-2013                                                                  | Serravalle                                                                 | San Marino                                                                 | 0 – 8                                                                      | Inghilterra                                                                | Qual. Mondiali 2014                                                        | -                                                                          |                                                                            |
| 26-3-2013                                                                  | Podgorica                                                                  | Montenegro                                                                 | 1 – 1                                                                      | Inghilterra                                                                | Qual. Mondiali 2014                                                        | -                                                                          |                                                                            |
| 15-10-2013                                                                 | Londra                                                                     | Inghilterra                                                                | 2 – 0                                                                      | Polonia                                                                    | Qual. Mondiali 2014                                                        | -                                                                          |                                                                            |
| 15-11-2013                                                                 | Londra                                                                     | Inghilterra                                                                | 0 – 2                                                                      | Cile                                                                       | Amichevole                                                                 | -                                                                          | 57’ 64’                                                                    |
| 19-11-2013                                                                 | Londra                                                                     | Inghilterra                                                                | 0 – 1                                                                      | Germania                                                                   | Amichevole                                                                 | -                                                                          |                                                                            |
| 5-3-2014                                                                   | Londra                                                                     | Inghilterra                                                                | 1 – 0                                                                      | Danimarca                                                                  | Amichevole                                                                 | -                                                                          |                                                                            |
| 30-5-2014                                                                  | Londra                                                                     | Inghilterra                                                                | 3 – 0                                                                      | Perù                                                                       | Amichevole                                                                 | -                                                                          | 73’                                                                        |
| 4-6-2014                                                                   | Miami Gardens                                                              | Ecuador                                                                    | 2 – 2                                                                      | Inghilterra                                                                | Amichevole                                                                 | -                                                                          |                                                                            |
| 24-6-2014                                                                  | Belo Horizonte                                                             | Costa Rica                                                                 | 0 – 0                                                                      | Inghilterra                                                                | Mondiali 2014 - 1º turno                                                   | -                                                                          |                                                                            |
| 15-11-2014                                                                 | Londra                                                                     | Inghilterra                                                                | 3 – 1                                                                      | Slovenia                                                                   | Qual. Euro 2016                                                            | -                                                                          | 89’                                                                        |
| 18-11-2014                                                                 | Glasgow                                                                    | Scozia                                                                     | 1 – 3                                                                      | Inghilterra                                                                | Amichevole                                                                 | -                                                                          |                                                                            |
| 31-3-2015                                                                  | Torino                                                                     | Italia                                                                     | 1 – 1                                                                      | Inghilterra                                                                | Amichevole                                                                 | -                                                                          | 44’                                                                        |
| 7-6-2015                                                                   | Dublino                                                                    | Irlanda                                                                    | 0 – 0                                                                      | Inghilterra                                                                | Amichevole                                                                 | -                                                                          |                                                                            |
| 14-6-2015                                                                  | Lubiana                                                                    | Slovenia                                                                   | 2 – 3                                                                      | Inghilterra                                                                | Qual. Euro 2016                                                            | -                                                                          |                                                                            |
| 8-9-2015                                                                   | Londra                                                                     | Inghilterra                                                                | 2 – 0                                                                      | Svizzera                                                                   | Qual. Euro 2016                                                            | -                                                                          | 71’                                                                        |
| 9-10-2015                                                                  | Londra                                                                     | Inghilterra                                                                | 2 – 0                                                                      | Estonia                                                                    | Qual. Euro 2016                                                            | -                                                                          |                                                                            |
| 13-11-2015                                                                 | Alicante                                                                   | Spagna                                                                     | 2 – 0                                                                      | Inghilterra                                                                | Amichevole                                                                 | -                                                                          | 84’                                                                        |
| 26-3-2016                                                                  | Berlino                                                                    | Germania                                                                   | 2 – 3                                                                      | Inghilterra                                                                | Amichevole                                                                 | -                                                                          |                                                                            |
| 29-3-2016                                                                  | Londra                                                                     | Inghilterra                                                                | 1 – 2                                                                      | Paesi Bassi                                                                | Amichevole                                                                 | -                                                                          | 70’                                                                        |
| 27-5-2016                                                                  | Sunderland                                                                 | Inghilterra                                                                | 2 – 1                                                                      | Australia                                                                  | Amichevole                                                                 | -                                                                          | cap.                                                                       |
| 2-6-2016                                                                   | Londra                                                                     | Inghilterra                                                                | 1 – 0                                                                      | Portogallo                                                                 | Amichevole                                                                 | 1                                                                          |                                                                            |
| 11-6-2016                                                                  | Marsiglia                                                                  | Inghilterra                                                                | 1 – 1                                                                      | Russia                                                                     | Euro 2016 - 1º turno                                                       | -                                                                          |                                                                            |
| 16-6-2016                                                                  | Lens                                                                       | Inghilterra                                                                | 2 – 1                                                                      | Galles                                                                     | Euro 2016 - 1º turno                                                       | -                                                                          |                                                                            |
| 20-6-2016                                                                  | Saint-Étienne                                                              | Slovacchia                                                                 | 0 – 0                                                                      | Inghilterra                                                                | Euro 2016 - 1º turno                                                       | -                                                                          |                                                                            |
| 27-6-2016                                                                  | Nizza                                                                      | Inghilterra                                                                | 1 – 2                                                                      | Islanda                                                                    | Euro 2016 - Ottavi di finale                                               | -                                                                          |                                                                            |
| 22-3-2017                                                                  | Dortmund                                                                   | Germania                                                                   | 1 – 0                                                                      | Inghilterra                                                                | Amichevole                                                                 | -                                                                          | 84’                                                                        |
| 10-6-2017                                                                  | Glasgow                                                                    | Scozia                                                                     | 2 – 2                                                                      | Inghilterra                                                                | Qual. Mondiali 2018                                                        | -                                                                          |                                                                            |
| Totale                                                                     |                                                                            | Presenze                                                                   | 31                                                                         |                                                                            | Reti                                                                       | 1                                                                          |                                                                            |

## Palmarès

### Club

#### Competizioni nazionali
- Community Shield: 4

Manchester Utd: 2010, 2011, 2013, 2016
- Campionato inglese: 2

Manchester Utd: 2010-2011, 2012-2013
- Coppa d'Inghilterra: 1

Manchester Utd: 2015-2016
- Coppa di Lega inglese: 1

Manchester Utd: 2016-2017

#### Competizioni internazionali
- UEFA Europa League: 1

Manchester Utd: 2016-2017
- UEFA Conference League: 1

Roma: 2021-2022

### Individuale
- Inserito nella selezione UEFA dell'Europeo Under-21: 1

Danimarca 2011
- Squadra della stagione della UEFA Europa Conference League: 1

2021-2022
- Miglior giocatore della finale di UEFA Europa Conference League: 1

2021-2022
- Squadra della stagione della UEFA Europa League: 1

2022-2023